# Rhadinaea pulveriventris
Rhadinaea pulveriventris este o specie de șerpi din genul Rhadinaea, familia Colubridae, descrisă de Boulenger 1896. Conform Catalogue of Life specia Rhadinaea pulveriventris nu are subspecii cunoscute.